# Driehoekige koepel
De driehoekige koepel is in de meetkunde een van de drie mogelijke koepels. De drie koepels zijn een johnsonlichaam, de driehoekige koepel is het johnsonlichaam J3. De andere twee koepels zijn de vierkante koepel en de vijfhoekige koepel. Het grootste zijvlak van een driehoekige koepel is de regelmatige zeshoek. Twee driehoekige koepels met hun zesvlak, maar gedraaid, tegen elkaar vormen een kuboctaëder.
De 92 johnsonlichamen werden in de 1966 door Norman Johnson benoemd en beschreven.